# Castell d'Airth
El Castell d'Airth és un castell situat a la localitat d'Airth, al comtat escocès de Falkirk, al Regne Unit. La construcció té vistes a la localitat d'Airth i al riu Forth. Actualment el castell és un hotel i balneari.
Als jardins del castell es troben les ruïnes de l'antiga església parroquial d'Airth, ara sense teulada. L'església té part de diferents períodes, amb una part romànica, i un campanar i una nau lateral en la part nord afegits per John Milne, el mestre constructor real, l'any 1647.

## Història
Segons un escrit atribuït a Blind Harry, l'any 1298 William Wallace va atacar una fortificació de fusta anterior en aquest lloc per rescatar al seu oncle empresonat, un sacerdot de Dunipace. Un castell posterior va ser destruït després de la derrota del rei Jaume III a Sauchieburn l'any 1488. La torre sud-oest és la primera part, que data del període immediatament posterior. S'ha afegit una extensió al costat oriental a mitjans del segle xvi.
El Castell d'Airth va ser propietat dels Bruces, simpatitzants jacobites que es van veure obligats a vendre'l després del fracàs de la rebel·lió de 1715.
El castell és un important edifici històric, i conserva la major part de la seva estructura medieval. Està categoritzat com Category A a la llista d'edificis històrics de la Historic Scotland.

## Fantasmes
Es diu que el castell és perseguit i els fenòmens reportats inclouen:

Observacions d'una mainadera amb dos nens petits que es diu que han mort en un incendi al castell.

El so dels nens tocant escoltant-se a les sales 3, 4, 9 i 23.

Es poden escoltar passos forts a l'exterior de la sala 14 abans de detenir-se i desaparèixer sobtadament.

La gent també ha reportat sentir plors i crits que es creu que són d'una criada que va ser atacada pel seu amo i que va deixar morir.

A més, es creu que un gos fantasma que mossega, amb predilecció pels turmells, recorre els passadissos.